# Chionaema trigona
Chionaema trigona là một loài bướm đêm thuộc phân họ Arctiinae, họ Erebidae.